# Касс, Мосс
Мозес Генри Касс (англ. Moses Henry Cass)  — австралийский политический деятель, член Палаты представителей (1969—1983), министр окружающей среды (1972—1975) и средств массовой информации (1975).

## Биография
Родился в г. Наррогин (Западная Австралия) в семье евреев — выходцев из г. Белосток (Польша). По примеру отца и деда решил стать врачом и поступил на медицинский факультет Сиднейского университета. После его окончания работал хирургом в больницах Сиднея, Лондона и Мельбурна. В 1964—1969 годах медицинский директор Профсоюзной клиники (Мельбурн).
С 1955 года член Лейбористской партии Австралии. На выборах в Палату представителей 1969 года одержал победу в округе Марибернонг.
Министр окружающей среды и охраны природы (19.12.1972-21.04.1975), министр окружающей среды (21 апреля — 6 июня 1975), министр средств массовой информации (6 июня — 11 ноября 1975).
В теневых кабинетах Гофа Уитлэма и Билла Хейдена занимал посты министра здравоохранения (1975—1977) и иммиграции (с 1977).
В 1982 году объявил, что больше не будет баллотироваться в Палату представителей, и в следующем году сложил полномочия. Был назначен членом совета Национального музея Австралии.
Соавтор книги мемуаров:
- Moss Cass and the greening of the Australian Labor Party / Moss Cass, Vivien Encel & Anthony O’Donnell. North Melbourne, Vic : Australian Scholarly Publishing Pty Ltd, 2017, 316 pages, 12 unnumbered pages of plates : illustrations, portraits ; 23 cm

Умер 26.02.2022 в возрасте 95 лет.
Жена (с 1955) — Шерли Шульман (Shirley Shulman). Дети — 4 дочери и сын.